# Taiyo Yamanouchi
Taiyo Yamanouchi, noto anche con lo pseudonimo di Hyst (Roma, 4 luglio 1975), è un attore e rapper italiano.

## Biografia
Taiyo Yamanouchi è figlio dell'annunciatrice radiotelevisiva e speaker del TG2 Teresa Piazza e dell'attore giapponese Hal Yamanouchi, nonché fratellastro maggiore del rapper Jesto.

### Attività di attore
Yamanouchi entra nel mondo della recitazione all'età di vent'anni: nel 1995 (sotto lo pseudonimo di Tetsuo Moroboshi) è nel cast de Il giorno del Nerkiopiteco, un film di serie B amatoriale demenziale curato da Fabio "Ceppaflex" Pinci, suo amico personale e cantante dei Prophilax. In seguito recita nelle miniserie TV Ultimo - La sfida (1999) ed Ultimo - L'infiltrato (2004), entrambi diretti da Michele Soavi. Nel 2006 conduce il programma Tintoria Show insieme a Carolina Marconi, ed è presente nel cast della sitcom Sweet India, in onda su Rai 2. Nel 2007 conduce la seconda serie di Tintoria Show insieme a Belén Rodríguez e l'anno successivo conduce la terza stagione con Ainett Stephens e Lisa Fusco.
Nel 2008 ritorna al cinema nel film Questa notte è ancora nostra, diretto da Paolo Genovese e Luca Miniero, e due anni più tardi ha recitato nella commedia teatrale Molto rumore per nulla di William Shakespeare al Globe Theatre di Roma sotto la regia di Loredana Scaramella. Nel 2018 interpreta il ruolo di un ex malavitoso giapponese nella puntata Yakuza della serie televisiva L'ispettore Coliandro.

### Attività musicale
Dopo aver partecipato al progetto HP che si ferma alla produzione dell'album Ipotesi del 1999, come Hyst produce l'album d'esordio del fratello Jesto, Il mio primo e ultimo disco.
Partecipa all'edizione 2006 di 2theBeat, classificandosi penultimo nella serata eliminatoria che lo vede protagonista insieme a Ensi, Kiave e Rob. Nello stesso periodo ha fondato l'etichetta discografica indipendente Alto Entertainment, che annovera artisti come gli Apachekipe, Saga, Jimmy, Jesto e Rancore; il progetto di etichetta indipendente viene meno a seguito delle defezioni di Rancore e Saga che preferiscono percorrere sentieri solisti. Fa parte del collettivo Blue-Nox insieme ad altri importanti esponenti della scena rap italiana come: Kiave, Ghemon, Mecna, Negrè, i DJ's Impro e Rafè e il DJ e produttore Macro Marco. Il collettivo si esibisce sia separato, con uno o più artisti, o presentando lo show completo portando in scena più di due ore di hip hop.
Partecipa al progetto Opencinema, società di produzione cinematografica fondata da Mario Calamita, con cui realizza il lungometraggio horror Bloodline, distribuito da Cecchigori Group, in qualità di direttore artistico, casting director, acting coach; in più realizza dei bozzetti preparatori, collabora alla sceneggiatura e alla fase di post produzione.
Da alcuni anni si dedica alla regia di videoclip, realizzandone più di venti in meno di due anni, gli ultimi dei quali soprattutto per i soci della crew Blue-Nox.
Organizza e gestisce lui stesso, con la collaborazione di Rey (Red Lights Ent.) l'evento hip hop chiamato Ghetto Heaven, che per due stagioni anima l'underground romano, in cui porta a suonare a Roma personaggi come Clementino, i OneMic, Mistaman e Unlimited Struggle e realizzando presentazioni degli album Alto Ent. come quelli di Jesto e in cui contribuisce all'affermazione di nuove leve come l'Xtreme Team di Canesecco e Gemitaiz. Conduce Dalla strada alla scena, contest hip hop romano al Mitreo e diverse serate organizzate al Rashomon.
Partecipa al rap contest di Esa aka El Presidente Capitan Futuro poi vinto dal rapper Mezzosangue. Nel 2010 esce per la Alto Entertainment il suo album di debutto Alto, producendo tutte le tracce e collaborando con gruppi e artisti di livello nazionale come Kiave, Clementino, Willie Peyote, Cor Veleno e Ghemon.
Il 9 settembre 2014 esce per la Macro Beats Records il suo secondo album studio Mantra. Tra le collaborazioni, oltre al fratello Jesto, vi sono anche Egreen, Mistaman e Kiave.

### Altri lavori ed esperienze
Diplomatosi al IV Liceo artistico Alessandro Caravillani lavora spesso nell'ambito dell'illustrazione. A 20 anni pubblica, insieme ad altri amici, il libro Elish di cui è coautore e principale illustratore. Lavora come storyboard artist e concept designer per cortometraggi, lungometraggi, spot e programmi televisivi.
Avendo praticato arti marziali in alcune occasioni crea dei gruppi di studio in cui lavora come insegnante, in particolare per l'infanzia, sviluppando un concetto di pratica propedeutica, e con gruppi di donne, studiando un metodo di avvicinamento al combattimento per le donne. Compete a livello nazionale nella disciplina del sanda durante il periodo in cui si allena con il maestro Danilo Capuzi, direttore della palestra Otzuka Club.

## Filmografia

### Cinema

Taiyo Yamanouchi con Cristina Parodi in una scena del film Body Guards - Guardie del corpo, 2000

- De Generazione, regia di vari (1994)
- Il giorno del Nerchiopiteco, regia di Fabio Pinci (1995)
- Banzai, regia di Carlo Vanzina (1997)
- Anna, Jacques, regia di Massimo Raso (1999, cortometraggio)
- Il segreto del giaguaro, regia di Antonello Fassari (2000) (accreditato come Tayo Yamanonchi)
- Scarlet Diva, regia di Asia Argento (2000)
- Body Guards - Guardie del corpo, regia di Neri Parenti (2000)
- Blek Giek, regia di Enrico Caria (2001)
- Le avventure acquatiche di Steve Zissou, regia di Wes Anderson (2004)
- Germanikus, regia di Hanns Christian Müller (2004)
- Questa notte è ancora nostra, regia di Paolo Genovese e Luca Miniero (2008)
- Giallo, regia di Dario Argento (2009)
- Sano o salvo, cortometraggio in gara per il 48 ore film festival
- Maschi contro femmine, regia di Fausto Brizzi in qualità di stuntman (2010)
- Tutti al mare, regia di Matteo Cerami (2011)
- Colpi di fortuna, regia di Neri Parenti (2013)
- In vacanza su Marte, regia di Neri Parenti (2020)
- Falla girare, regia di Giampaolo Morelli (2022)
- Tramite amicizia, regia di Alessandro Siani (2023)
- The Martial Avenger, regia di Claudio Del Falco (2024)

### Televisione
- Ultimo - La sfida, regia di Michele Soavi - Film per la TV (1999)
- Ultimo - L'infiltrato, regia di Michele Soavi - Film per la TV (2004)
- Un medico in famiglia 4, registi vari - serie televisiva (2004)
- Un posto al sole, soap opera
- 7 vite, sit-com
- Quelli che il calcio, presente due volte in qualità di inviato
- Circo Massimo Show, condotto da Fabrizio Frizzi e Belén Rodríguez, in qualità di ospite
- Provaci ancora prof! 4, episodio 1 - comparsa (direttore del residence)
- Un custode di nome Angelo, con Lino Banfi
- Sugo - 60 minuti di gusto e disgusto, Magazine di RAI 4 prodotto da Gregorio Paolini, 3 stagioni in qualità di inviato
- Nero Wolfe, regia di Riccardo Donna, serie televisiva - allibratore cinese (2012)
- Squadra antimafia 7 - serie TV, episodio 7x09 (2015)
- Rocco Schiavone, regia di Michele Soavi - serie TV, episodio 1x06 (2016)
- Solo, regia di Michele Alhaique - serie TV (2016)
- L'ispettore Coliandro, regia dei Manetti Bros. - serie TV, episodio 7x01 (2018)
- Occidente vs oriente (2018)
- Boris 4 – serie TV, episodio 4x08 (2022)
- M. Il figlio del secolo, regia di Joe Wright – miniserie TV, puntate 1-2 (2025)

## Teatro
- Dr.Jeckyll Mr.Hyde, sogni e visioni, con Alice Kessler, Ellen Kessler, Alessandro Benvenuti, Rosalinda Celentano, regia di Giancarlo Sepe
- Come vi piace, al Globe Theatre di Roma, regia di Loredana Scaramella
- Molto rumore per nulla, al Globe Theatre di Roma, regia di Loredana Scaramella
- Fammi parlare, teatro quirino di Roma, regia di Giacomo Ciarrapico
- Sogno di una notte di mezza estate, Museo Stibbert di Firenze, regia di Stefano Massini
- Romeo e Giulietta, per la MDA produzioni, regia di Aurelio Gatti
- Freddo, regia di Adriana Martino
- I Bestiarii, regia di Luciana Russo Roveto
- Il sogno di Costantino, regia di Paolo Proietti
- Turandot , in qualità di mimo, regia di Giuliano Montaldo
- Macbeth , in qualità di mimo, regia di Glauco Mauri

## Discografia

### Da solista
Album in studio
- 2010 − Alto
- 2014 − Mantra

Raccolte
- 2018 − Starter Pack
- 2020 − Notturno in Mi - The Album

EP
- 2012 − Hystory EP
- 2016 − Minuetto
- 2019 − Notturno in Mi, vol. 1
- 2020 − Notturno in Mi, vol. 2
- 2020 − Notturno in Mi, vol. 3

Singoli
- 2018 − Cuore abusato
- 2018 − Korea del Nord
- 2018 − Kamikaze, Pt. 2
- 2018 − OMG
- 2018 − Unicorni
- 2019 − Singolo cinese
- 2020 − Paziente zero (con Mark the Hammer)
- 2020 − One Man Gang
- 2020 − Pierrot
- 2023 − La ballata de li mortacci

### Con gli HP
- 1999 − Ipotesi

### Collaborazioni
- 2007 − Fedez feat. Hyst - Ultima cena (da Pat-a-Cake)
- 2014 − Jesto feat. Hyst e Gemitaiz - Non ci frega (da Cenni di squilibrio)
- 2009 − Xtreme Team feat. Hyst - Nun lo so (da Affare romano zero)
- 2009 - Mano feat. Hyst "Non solo musica"
- 2010 − Gemitaiz feat. Hyst - Puoi
- 2011 − Jack the Smoker feat. Hyst - Una volta almeno
- 2011 − Acque Luride Oscure feat. Hyst - Spaccacuore
- 2012 − Mecna feat. Hyst - Due passi
- 2012 − Rew&Shade feat. Hyst - Giù con noi
- 2012 − Primo feat. Hyst - Con la morte non si scherza
- 2013 − Funk Shui Project feat. Hyst - Piuttosto niente (da Funk Shui Project)
- 2014 − Jesto feat. Hyst - Non so mentire (da Supershallo 2)
- 2014 – Willie Peyote feat. Hyst, Paolo "De Angelo" Parpaglione - Dettagli (da Non è il mio genere, il genere umano)
- 2015 − Jesto feat. Hyst - Messiah (da Supershallo 3)
- 2018 − Funk Shui Project & Davide Shorty feat. Hyst - Enigmatica (da terapia di gruppo)
- 2020 − Lord Madness, Giovane Feddini feat. Hyst - Lockdown Blues

## Doppiaggio
- Sandayu Oda in Cyberpunk 2077